# A Tuti gimi epizódjainak listája
Ez az epizódlista a Tuti gimi (One tree hill) című amerikai sorozat epizódjainak listáját tartalmazza, magyar és eredeti címmel és premierrel.

## Évados áttekintés
| Évad | Évad | Részek száma | Részek száma | Eredeti sugárzás     | Eredeti sugárzás | Eredeti adó |
| Évad | Évad | Részek száma | Részek száma | Évadbemutató         | Évadzáró         | Eredeti adó |
| ---- | ---- | ------------ | ------------ | -------------------- | ---------------- | ----------- |
|      | 1.   | 22           | 22           | 2003. szeptember 23. | 2004. május 11.  | The WB      |
|      | 2.   | 23           | 23           | 2004. szeptember 21. | 2005. május 24.  | The WB      |
|      | 3.   | 22           | 22           | 2005. október 5.     | 2006. május 3.   | The WB      |
|      | 4.   | 21           | 21           | 2006. szeptember 27. | 2007. június 13. | The CW      |
|      | 5.   | 18           | 18           | 2008. január 8.      | 2008. május 19.  | The CW      |
|      | 6.   | 24           | 24           | 2008. szeptember 1.  | 2009. május 18.  | The CW      |
|      | 7.   | 22           | 22           | 2009. szeptember 14. | 2010. május 17.  | The CW      |
|      | 8.   | 22           | 22           | 2010. szeptember 14. | 2011. május 17.  | The CW      |
|      | 9.   | 13           | 13           | 2012. január 11.     | 2012. április 4. | The CW      |

## Epizódok

### 1. évad (2003-2004)
| Sor. | Év. | Cím                                                         | Rendező               | Író                           | Premier                                   | Nézettség   |
| --- | --- | ----------------------------------------------------------- | --------------------- | ----------------------------- | ----------------------------------------- | ----------- |
| 1. | 1.  | A párbaj (Pilot)                                            | Bryan Gordon          | Mark Schwahn                  | 2003. szeptember 23. 2005. szeptember 24. | 2,48 millió |
| Nathan Scott, a Ravens középiskolai kosárcsapat tagjaként játszik meccset a Varsity ellen több száz szurkoló előtt, amíg Lucas Scott keményen kosarazik a folyóparti pályán. A meccs után a Ravens Nathan vezetésével ellopja az iskolabuszt, és egy kis kirándulást tesz vele. Eközben Lucas kocogni indul. Mindkét Scott fiú csaknem balesetet szenved - Nathan kis híján a vonat elé hajt, Lucast pedig majdnem elüti Peyton, féltestvére barátnője. A Ravens játékosait Jake, Ruben, Tim és Nathan kivételével másnap eltiltják a további játékoktól a lopás miatt. Keith, Lucas nagybátyja felismeri unokaöccse tehetségét, és ellátogat Whiteyhoz, a Ravens edzőjéhez, hogy vegye be a fiút a csapatba. Keith hajdan maga is kosaras volt, akárcsak Nathan apja, Dan. Rábeszéli Whiteyt, hogy nézze meg unokaöccsét játék közben. Azt akarja, hogy Lucas rájöjjön, nem csak az utcán jó játékos. Whitey végül másnap megpróbálja rábeszélni a fiút, hogy lépjen be a csapatba, de a fiú nemet mond. Hazaérve az ajtaja előtt talál egy Ravens mezt tartalmazó csomagot. Amikor Karen meglátja a fián a mezt, leveteti vele. Később mégis rábeszéli, hogy fogadja el a felkérést, mert nem akarja. hogy a saját múltja befolyásolja a fia jövőjét. Nathan és apja tudomást szereznek arról, hogy a férfi törvénytelen fiát, Lucast az edző be akarja venni a csapatba, ezért Dan arra utasítja Nathant, hogy beszélje le féltestvérét erről. A fiú felkeresi Lucast a folyóparti kosárpályán, és kihívja egy meccsre, azzal a téttel, hogy a vesztes nem játszik a középiskolai csapatban. Lucas elfogadja a kihívást, mert be akarja bizonyítani, hogy Dan mekkorát tévedett, amikor lemondott róla. Győzelme esetén Peytont akarja Nathantől. Peyton úton hazafelé lerobban a kocsijával, és Lucas - mivel Keith szerelőműhelyében segédkezik - a segítségére siet. A lány hiába hívja Nathant, hogy vigye haza, így kénytelen elfogadni a fiú segítségét. Dan minden követ megmozgat, hogy a Scott fiúk párbajára ne kerüljön sor. Hiába, a meccset Lucas nyeri, és másnap megjelenik a középiskolai kosáredzésen. |     |                                                             |                       |                               |                                           |             |
| 2. | 2.  | Félelmek (The Places You Have Come to Fear the Most)        | Bryan Gordon          | Mark Schwahn                  | 2003. szeptember 30. 2005. október 1.     | 3,30 millió |
| Lucas végre bekerül a csapatba, de nincs túl jó formában, ezért gúnyolódások céltáblája lesz. Peyton annak ellenére, hogy Nathan nem mindig túl kedves hozzá, nem szakít a fiúval Lucas miatt. Keith rákérdez Karennél, miért nem ment el támogatni a fiát a meccsen, aki beismeri neki, hogy túl fájdalmas emlékek fűzik a tornacsarnokhoz, és nem mehet oda vissza. Haley kideríti, hogy a nő régi gimis szerelme, Dan, Lucas apja ott mondta meg neki, hogy nem vállalja az apaságot. Később Peyton az üres pályán összefut Lucasszal, aki még mindig próbál kosarat dobni, mindhiába. A lány boldogtalannak tűnik az egész életével kapcsolatban, bár igyekszik elrejteni az érzéseit. Egy új nap az iskolában, Lucas és Nathan ismét vitába keveredtek. Dan próbálja fiát lehiggasztani, Karen pedig csalódott Lucasban, de fia bocsánatkérése után bevallja, miért nem ment el a meccsére, és kibékülnek. Lucas ennek ellenére ki akar lépni a csapatból, mert attól fél, hogy olyanná válik, mint az apja. Keith éppen a fiút győzködi az ellenkezőjéről, amikor Peyton felbukkan a szerelőműhelyben. Lucas észrevesz a lerobbant autójában egy rajzmappát. A lány nem akarja megmutatni az alkotásait, mert szerinte úgysem jelentenek azok semmit sem. Közeleg a következő meccs napja, így Haley és Karen mellett Jake - Lucas csapattársa-, és az edző is igyekszik rávenni Lucast, hogy maradjon a csapatban. A fiú végül beadja a derekát. Titokban megmutatja egy helyi magazinnak Peyton rajzait, mondván, a művészete számít, hiszen ezért is tért vissza a csapatba. |     |                                                             |                       |                               |                                           |             |
| 3. | 3.  | Megfélemlítve (Are You True?)                               | Michael Grossman      | Jennifer Cecil                | 2003. október 7. 2005. október 8.         | 3,54 millió |
| A csapat Lucas utolsó dobásával nyer meg egy meccset. A kosarasok szülei meghívják Karent következő gyűlésükre. Karen és Keith boldog, Dan viszont csalódott, Nathan pedig önsajnálatba merül. Lucas a kocsijába ülve a hátsó ülésen találja a félmeztelen Brooke-ot. A fiú a lány szándéka ellenére csak hazafuvarozza őt. Peyton megdöbbenéssel hallja, hogy Jeff Nelson kereste telefonon a THUD magazintól, mert rajzai alapján fel akarja kérni egy képregény elkészítésére. A lány kitörli az üzenetet, és másnap leszidja Lucast, amiért elküldte a rajzait egy laphoz. Nathan minden eszközzel igyekszik eltávolítani féltestvérét a csapatból, így elsőként zuhanyozás közben elcseni az összes ruháját. Keith azt tanácsolja, ne vegye fel a dolgot. Whitey Nathan dobó/irányító posztját Lucasnak adja, őt magát pedig támadó posztra helyezi. Dan tovább uszítja fiát Lucas ellen. Nathan a csapatot is beveti célja elérése érdekében. Ezek után Lucas összes holmija csuromvizesen lóg az öltözőszekrényében. Jake Jegielski azonban érezhetően Lucas mellett áll. Nathan a célja eléréséhez Haleyt is fel akarja használni, így felkéri a lányt, legyen a korrepetitora, de Haley Lucas miatt nem vállalja. Peyton később mégis felkeresi a THUD magazint, és elvállalja a próbasorozat elkészítését. Brooke tovább fűzi Lucast. Nathan, miután egyest kap egy dolgozatára, újra felkeresi Haleyt. Karen elmegy a szülők gyűlésére, ám hamar rájön, hogy nem akar többet részt venni azokon. A Lucas ellen irányuló újabb bosszúhadjárat a folyóparti kosárpálya tönkretétele volt. Amikor a fiú rendet akar tenni, Peyton felkeresi, hogy elmondja, nem vállalja el a képregényt. Ennek ellenére megköszöni, hogy segíteni próbált. Nathan telefonon is segítséget kér Haleytől, ám a lány lerakja. Karen, bár nem tudja kiről van szó, azt tanácsolja neki, gondolja át a dolgot. Jake felkeresi Lucast, és biztosítja afelől, hogy nem ért egyet Nathan módszereivel. Lucast a nyomaték kedvéért Nathan és a cimborái berángatják egy kocsiba, és kidobják egy pocsolyába, mivel továbbra sem hajlandó kiszállni a csapatból. Karen arra bíztatja fiát, ne adja fel. Miután Haley meghallja, miket művel a kosárcsapat legjobb barátja, Lucas ellen, elvállalja Nathan korrepetálását, de csak azzal a feltétellel ű, hogy Lucas nem tudhat róla, és Nathan szálljon le a barátjáról. Másnap reggel megkezdődik a korrepetálás a rakparton, Haley pedig kap egy karkötőt Nathantől. Peyton újra felkeresi a THUD magazint saját képregényével, amit az el is fogad. Lucas közli Nathannel, nem száll ki a csapatból, bármit is tesznek vele. Haley nem árulja el neki, hogy ki az új diákja. |     |                                                             |                       |                               |                                           |             |
| 4. | 4.  | Titkok és hazugságok (Crash Into You)                       | David Carson          | Mark Perry                    | 2003. október 14. 2005. október 15.       | 3,78 millió |
| 5. | 5.  | Győzni, minden áron (All That You Can't Leave Behind)       | Duane Clark           | Ann Hamilton & Mark Schwahn   | 2003. október 21. 2005. október 22.       | 3,53 millió |
| 6. | 6.  | Hazafelé (Every Night Is Another Story)                     | Jason Moore           | Mike Kelley                   | 2003. október 28. 2005. október 29.       | 3,40 millió |
| 7. | 7.  | Gonosz tréfa (Life in a Glass House)                        | Robert Duncan McNeill | Mike Kelley                   | 2003. november 4. 2005. november 5.       | 3,62 millió |
| 8. | 8.  | Kábulat (The Search for Something More)                     | John T. Kretchmer     | Jennifer Cecil                | 2003. november 11. 2005. november 19.     | 3,64 millió |
| 9. | 9.  | Késő bánat (With Arms Outstretched)                         | Greg Prange           | Mark Schwahn                  | 2003. november 18. 2005. november 26.     | 3,75 millió |
| 10. | 10. | Felismerés (You Gotta Go There to Come Back)                | Keith Samples         | Mike Kelley                   | 2004. január 20. 2005. december 3.        | 4,35 millió |
| 11. | 11. | Viharos napok (The Living Years)                            | Thomas J. Wright      | Mark Perry                    | 2004. január 27. 2005. december 11.       | 3,81 millió |
| 12. | 12. | Szülői látogatás (Crash Course in Polite Conversations)     | Sandy Smolan          | Jessica Queller               | 2004. február 3. 2005. december 17.       | 3,89 millió |
| 13. | 13. | Átkozott nap (Hanging by a Moment)                          | John Behring          | Mark Schwahn                  | 2004. február 10. 2006. január 7.         | 4,00 millió |
| 14. | 14. | Válságos állapot (I Shall Believe)                          | Greg Prange           | Jennifer Cecil                | 2004. február 17. 2006. január 14.        | 4,39 millió |
| 15. | 15. | És minden rosszra fordult (Suddenly Everything Has Changed) | David Carson          | Mark Perry                    | 2004. február 24. 2006. január 21.        | 3,87 millió |
| 16. | 16. | Az első pofon a legnagyobb (The First Cut Is the Deepest)   | Robert Duncan McNeill | Mike Kelley                   | 2004. március 2. 2006. január 28.         | 3,95 millió |
| 17. | 17. | Kényszerhelyzet (Spirit in the Night)                       | Duane Clark           | Terrence Coli                 | 2004. április 6. 2006. február 4.         | 3,24 millió |
| 18. | 18. | Legényvásár (To Wish Impossible Things)                     | Billy Dickson         | Mark Schwahn                  | 2004. április 13. 2006. február 11.       | 4,81 millió |
| 19. | 19. | A próbatétel (How Can You Be Sure?)                         | Thomas J. Wright      | Karyn Usher                   | 2004. április 20. 2006. február 18.       | 4,40 millió |
| 20. | 20. | Végső elhatározás (What Is and What Should Never Be)        | Perry Lang            | Edward Kitsis & Adam Horowitz | 2004. április 27. 2006. február 25.       | 4,23 millió |
| 21. | 21. | Fájdalmas búcsú (The Leaving Song)                          | Davis Carson          | Jennifer Cecil & Mark Perry   | 2004. május 4. 2006. március 4.           | 4,09 millió |
| 22. | 22. | Végjáték (The Games That Play Us)                           | Greg Prange           | Mark Schwahn                  | 2004. május 11. 2006. március 11.         | 4,49 millió |

### 2. évad (2004-2005)
| Sor. | Év. | Cím                                                              | Rendező          | Író                            | Premier                                | Nézettség   |
| ---- | --- | ---------------------------------------------------------------- | ---------------- | ------------------------------ | -------------------------------------- | ----------- |
| 23.  | 1.  | A szerelem fáj (The Desperate Kingdom of Love)                   | Greg Prange      | Mark Schwahn                   | 2004. szeptember 21. 2006. március 18. | 4,93 millió |
| 24.  | 2.  | Csendes igazság (Truth Doesn't Make a Noise)                     | Billy Dickson    | Mark Perry                     | 2004. szeptember 28. 2006. március 25. | 4,93 millió |
| 25.  | 3.  | Féktelenül (Near Wild Heaven)                                    | Greg Prange      | James Stoteraux & Chad Fiveash | 2004. október 5. 2006. április 1.      | 5,43 millió |
| 26.  | 4.  | Szexi szomszéd (You Can't Always Get What You Want)              | Joanna Kerns     | Jennifer Cecil                 | 2004. október 12. 2006. április 8.     | 4,83 millió |
| 27.  | 5.  | Bátrak éjszakája (I Will Dare)                                   | Thomas J. Wright | Mark Schwahn                   | 2004. október 19. 2006. április 15.    | 4,50 millió |
| 28.  | 6.  | Csillaghullás (We Might as Well Be Strangers)                    | Sandy Bookstaver | Terrence Coli                  | 2004. október 26. 2006. június 3.      | 4,57 millió |
| 29.  | 7.  | Elsöprő siker (Let the Reigns Go Loose)                          | David Paymer     | R. Lee Fleming, Jr.            | 2004. november 2. 2006. június 24.     | 4,62 millió |
| 30.  | 8.  | Keserű igazság (Truth, Bitter Truth)                             | Billy Dickson    | Stacy Rukeyser                 | 2004. november 9. 2006. július 1.      | 4,54 millió |
| 31.  | 9.  | A bálkirálynő (The Trick Is to Keep Breathing)                   | John Asher       | James Stoteraux & Chad Fiveash | 2004. november 16. 2006. július 8.     | 4,18 millió |
| 32.  | 10. | A látszat csal (Don't Take Me for Granted)                       | Lev L. Spiro     | Mark Schwahn                   | 2004. november 30. 2006. július 22.    | 4,36 millió |
| 33.  | 11. | A szív útjai (The Heart Brings You Back)                         | Matt Shakman     | Mark Perry                     | 2005. január 25. 2006. augusztus 12.   | 4,07 millió |
| 34.  | 12. | A véletlen műve (Between Order and Randomness)                   | Bethany Rooney   | Terrence Coli                  | 2005. február 1. 2006. augusztus 19.   | 4,13 millió |
| 35.  | 13. | A diagnózis (The Hero Dies in This One)                          | Kevin Dowling    | Jennifer Cecil                 | 2005. február 8. 2006. augusztus 26.   | 4,47 millió |
| 36.  | 14. | Hurrá, választunk! (The Quiet Things That No One Ever Knows)     | Babu Subramaniam | R. Lee Fleming, Jr.            | 2005. február 15. 2006. szeptember 2.  | 4,28 millió |
| 37.  | 15. | Üzenet a jövőnek (Unopened Letter to the World)                  | Greg Prange      | Mark Schwahn                   | 2005. február 22. 2006. szeptember 16. | 4,25 millió |
| 38.  | 16. | Sarokba szorítva (Somewhere a Clock Is Ticking)                  | Billy Dickson    | Stacy Rukeyser                 | 2005. március 1. 2006. szeptember 23.  | 3,95 millió |
| 39.  | 17. | Vágyakozás (Something I Can Never Have)                          | Paul Johansson   | Mike Herro & David Strauss     | 2005. április 19. 2006. október 14.    | 4,08 millió |
| 40.  | 18. | Szigorúan piszkos ügyek (The Lonesome Road)                      | Michael Lange    | John Norris                    | 2005. április 26. 2006. október 21.    | 4,42 millió |
| 41.  | 19. | Becsapódás (I'm Wide Awake, It's Morning)                        | Thomas J. Wright | Mark Schwahn                   | 2005. május 3. 2006. október 28.       | 4,05 millió |
| 42.  | 20. | Álomvilág (Lifetime Piling Up)                                   | Les Butler       | Mark Perry                     | 2005. május 10. 2006. november 4.      | 3,78 millió |
| 43.  | 21. | Tisztesség kérdése (What Could Have Been)                        | Bethany Rooney   | Jennifer Cecil                 | 2005. május 17. 2006. november 11.     | 4,20 millió |
| 44.  | 22. | Egyszer minden véget ér (The Tide That Left and Never Came Back) | Thomas J. Wright | Mark Schwahn                   | 2005. május 24. 2006. november 18.     | 3,61 millió |
| 45.  | 23. | Örökké búcsúzunk (The Leavers Dance)                             | Greg Prange      | Mark Schwahn                   | 2005. május 24. 2006. november 25.     | 3,61 millió |

### 3. évad (2005-2006)
| Sor. | Év. | Cím | Rendező          | Író                            | Premier                              | Nézettség   |
| ---- | --- | --- | ---------------- | ------------------------------ | ------------------------------------ | ----------- |
| 46.  | 1.  | Homályos emlékek (Like You Like an Arsonist)                                                                   | Greg Prange      | Mark Schwahn                   | 2005. október 5. 2006. december 2.   | 3,46 millió |
| 47.  | 2.  | Érzelmi káosz (From the Edge of the Deep Green Sea)                                                            | Kevin Dowling    | Mark Schwahn                   | 2005. október 12. 2006. december 9.  | 3,12 millió |
| 48.  | 3.  | Szép remények (First Day on a Brand New Planet)                                                                | Billy Dickson    | Terrence Coli                  | 2005. október 19. 2006. december 16. | 3,12 millió |
| 49.  | 4.  | Álarcok mögött (An Attempt to Tip the Scales)                                                                  | Janice Cooke     | Stacy Rukeyser                 | 2005. október 26. 2006. december 23. | 3,36 millió |
| 50.  | 5.  | Oltári bunyó (A Multitude of Casualties)                                                                       | Thomas J. Wright | R. Lee Fleming, Jr             | 2005. november 2. 2007. január 6.    | 3,03 millió |
| 51.  | 6.  | Marakodó (Locked Hearts & Hand Grenades)                                                                       | Marita Grabiak   | James Stoteraux & Chad Fiveash | 2005. november 9. 2007. január 13.   | 3,42 millió |
| 52.  | 7.  | Pokolba a szabályokkal (Champagne for My Real Friends, Real Pain for My Sham Friends)                          | Paul Johansson   | Mark Schwahn                   | 2005. november 16. 2007. január 20.  | 3,52 millió |
| 53.  | 8.  | Mi jöhet még? (The Worst Day Since Yesterday)                                                                  | John Asher       | Mike Herro & David Strauss     | 2005. november 30. 2007. január 27.  | 3,41 millió |
| 54.  | 9.  | Rossz lelkiismeret (How a Resurrection Really Feels)                                                           | Greg Prange      | Mark Schwahn                   | 2005. december 7. 2007. február 3.   | 3,33 millió |
| 55.  | 10. | Szép új világ (Brave New World)                                                                                | John Asher       | John A. Norris                 | 2006. január 11. 2007. február 10.   | 3,23 millió |
| 56.  | 11. | A jövő visszatér (Return of the Future)                                                                        | Bethany Rooney   | Terrence Coli                  | 2006. január 18. 2007. február 17.   | 2,67 millió |
| 57.  | 12. | Mi leszek, ha nagy leszek? (I've Got Dreams to Remember)                                                       | Stuart Gillard   | Mike Herro & David Strauss     | 2006. január 25. 2007. február 24.   | 2,70 millió |
| 58.  | 13. | Viharos éjszaka (The Wind That Blew My Heart Away)                                                             | David Jackson    | Stacy Rukeyser                 | 2006. február 1. 2007. március 3.    | 3,01 millió |
| 59.  | 14. | Vágyakozás (All Tomorrow's Parties)                                                                            | David Paymer     | Anna Lotto                     | 2006. február 8. 2007. március 10.   | 2,89 millió |
| 60.  | 15. | Botrány (Just Watch the Fireworks)                                                                             | Billy Dickson    | James Stoteraux & Chad Fiveash | 2006. február 15. 2007. március 24.  | 2,85 millió |
| 61.  | 16. | Összeomlás (With Tired Eyes, Tired Minds, Tired Souls, We Slept)                                               | Greg Prange      | Mark Schwahn                   | 2006. március 1. 2007. március 31.   | 3,36 millió |
| 62.  | 17. | Bűntudat (Who Will Survive, and What Will Be Left of Them)                                                     | John Asher       | Mark Schwahn                   | 2006. március 29. 2007. április 7.   | 2,82 millió |
| 63.  | 18. | Egy kis kiruccanás (When It Isn't Like It Should Be)                                                           | Paul Johansson   | R. Lee Fleming, Jr.            | 2006. április 5. 2007. április 28.   | 2,93 millió |
| 64.  | 19. | A jó döntések ideje (I Slept with Someone in Fall Out Boy and All I Got Was This Stupid Song Written About Me) | Moira Kelly      | William H. Brown               | 2006. április 12. 2007. május 5.     | 2,76 millió |
| 65.  | 20. | Csak hétfő ne lenne! (Everyday Is a Sunday Evening)                                                            | Billy Dickson    | Mark Schwahn                   | 2006. április 19. 2007. május 12.    | 2,67 millió |
| 66.  | 21. | Lappangó szerelem (Over the Hills and Far Away)                                                                | Thomas J. Wright | Mark Schwahn                   | 2006. április 26.                    | 2,87 millió |
| 67.  | 22. | Holtomiglan, holtodiglan (The Show Must Go On)                                                                 | Mark Schwahn     | Mark Schwahn                   | 2006. május 3. 2007. május 19.       | 3,06 millió |

### 4. évad (2006-2007)
| Sor. | Év. | Cím                                                               | Rendező          | Író                        | Premier                                 | Nézettség   |
| ---- | --- | ----------------------------------------------------------------- | ---------------- | -------------------------- | --------------------------------------- | ----------- |
| 68.  | 1.  | A mentőangyal (The Same Deep Water as You)                        | Greg Prange      | Mark Schwahn               | 2006. szeptember 27. 2009. november 15. | 3,64 millió |
| 69.  | 2.  | Magányos szülinap (Things I Forgot at Birth)                      | Greg Prange      | Mark Schwahn               | 2006. október 4. 2009. november 22.     | 3,09 millió |
| 70.  | 3.  | Szokatlanul jó hírek (Good News for People Who Love Bad News)     | John Asher       | Mike Herro & David Strauss | 2006. október 11. 2009. november 29.    | 3,28 millió |
| 71.  | 4.  | Hátsó szándékok (Can't Stop This Thing We've Started)             | Bethany Rooney   | Terrence Coli              | 2006. október 18. 2009. december 6.     | 2,95 millió |
| 72.  | 5.  | Leleplezés (I Love You But I've Chosen Darkness)                  | Stuart Gillard   | Mark Schwahn               | 2006. október 25. 2009. december 13.    | 3,57 millió |
| 73.  | 6.  | Lebukás (Where Did You Sleep Last Night?)                         | Paul Johansson   | William H. Brown           | 2006. november 8. 2009. december 20.    | 3,52 millió |
| 74.  | 7.  | Zsarolás (All These Things That I've Done)                        | David Jackson    | Adele Lim                  | 2006. november 15. 2010. január 3.      | 3,25 millió |
| 75.  | 8.  | Közös megegyezés (Nothing Left to Say But Goodbye)                | Janice Cooke     | John A. Norris             | 2006. november 22. 2010. január 10.     | 2,53 millió |
| 76.  | 9.  | Csak azért is (Some You Give Away)                                | Greg Prange      | Mark Schwahn               | 2006. november 29. 2010. január 17.     | 4,21 millió |
| 77.  | 10. | A kívülálló (Songs to Love and Die By)                            | John Asher       | Mark Schwahn               | 2006. december 6. 2010. január 24.      | 4,24 millió |
| 78.  | 11. | Minden a helyére kerül (Everything in Its Right Place)            | Michael Lange    | Dawn Urbont                | 2007. január 17. 2010. január 31.       | 2,18 millió |
| 79.  | 12. | A váratlan megoldások napja (Resolve)                             | Moira Kelly      | Michelle Furtney-Goodman   | 2007. január 24. 2010. február 7.       | 2,26 millió |
| 80.  | 13. | Egy órányi élet (Pictures of You)                                 | Les Butler       | Mark Schwahn               | 2007. február 7. 2010. február 14.      | 2,85 millió |
| 81.  | 14. | Mindenre fény derül (Sad Songs for Dirty Lovers)                  | Janice Cooke     | William H. Brown           | 2007. február 14. 2010. február 21.     | 2,25 millió |
| 82.  | 15. | Az utolsó bál (Prom Night at Hater High)                          | Paul Johansson   | Mike Herro & David Strauss | 2007. február 21. 2010. február 28.     | 3,15 millió |
| 83.  | 16. | Eszelős szerelem (You Call It Madness, But I Call It Love)        | Thomas J. Wright | Terrence Coli              | 2007. május 2. 2010. március 7.         | 3,28 millió |
| 84.  | 17. | Mozgalmas éjszaka (It Gets the Worst at Night)                    | Greg Prange      | Mark Schwahn & Jim Lee     | 2007. május 9. 2010. március 14.        | 2,95 millió |
| 85.  | 18. | Botrány (The Runaway Found)                                       | David Jackson    | Mark Schwahn               | 2007. május 16. 2010. március 21.       | 2,71 millió |
| 86.  | 19. | Szertefoszló álmok (Ashes of Dreams You Let Die)                  | Michael Lange    | John A. Norris             | 2007. május 30. 2010. március 28.       | 2,06 millió |
| 87.  | 20. | A nagybetűs élet küszöbén (The Birth and Death of the Day)        | Greg Prange      | Mark Schwahn               | 2007. június 6. 2010. április 11.       | 2,11 millió |
| 88.  | 21. | Négy év múlva veletek, ugyanitt (All of a Sudden I Miss Everyone) | Mark Schwahn     | Mark Schwahn               | 2007. június 13. 2010. április 18.      | 2,50 millió |

### 5. évad (2008)
| Sor. | Év. | Cím                                                     | Rendező          | Író                        | Premier           | Nézettség   |
| ---- | --- | ------------------------------------------------------- | ---------------- | -------------------------- | ----------------- | ----------- |
| 89.  | 1.  | Négy év, hat hónap, két nap (4 Years, 6 Months, 2 Days) | Greg Prange      | Mark Schwahn               | 2008. január 8.   | 3,36 millió |
| 90.  | 2.  | Verseny (Racing Like a Pro)                             | Paul Johansson   | Mark Schwahn               | 2008. január 8.   | 3,57 millió |
| 91.  | 3.  | Új kezdet (My Way Home Is Through You)                  | David Jackson    | John A. Norris             | 2008. január 15.  | 2,72 millió |
| 92.  | 4.  | Kudarc (It's Alright, Ma (I'm Only Bleeding))           | Janice Cooke     | Adele Lim                  | 2008. január 22.  | 3,04 millió |
| 93.  | 5.  | Fájó emlékek (I Forgot to Remember to Forget)           | Liz Friedlander  | Terrence Coli              | 2008. január 29.  | 2,79 millió |
| 94.  | 6.  | Kételyek és remények (Don't Dream It's Over)            | Thomas J. Wright | Mark Schwahn               | 2008. február 5.  | 2,86 millió |
| 95.  | 7.  | Egy este a klubban (In Da Club)                         | Greg Prange      | Mike Herro & David Strauss | 2008. február 12. | 3,16 millió |
| 96.  | 8.  | Döbbenet (Please Please Please Let Me Get What I Want)  | Paul Johansson   | Mike Daniels               | 2008. február 19. | 2,85 millió |
| 97.  | 9.  | Indulatok (For Tonight You're Only Here to Know)        | Joe Davola       | Mark Schwahn               | 2008. február 26. | 3,18 millió |
| 98.  | 10. | Bizonytalanság (Running to Stand Still)                 | Clark Mathis     | William H. Brown           | 2008. március 4.  | 2,93 millió |
| 99.  | 11. | Összeesküvés (You're Gonna Need Someone on Your Side)   | Michael J. Leone | Zachary Haynes             | 2008. március 11. | 2,50 millió |
| 100. | 12. | Az oltár előtt (Hundred)                                | Les Butler       | Mark Schwahn               | 2008. március 18. | 3,00 millió |
| 101. | 13. | Hit kérdése (Echoes, Silence, Patience, and Grace)      | Greg Prange      | Mark Schwahn               | 2008. április 14. | 2,80 millió |
| 102. | 14. | Váratlan fordulat (What Do You Go Home To)              | Liz Friedlander  | Mark Schwahn               | 2008. április 21. | 2,92 millió |
| 103. | 15. | A szülinap (Life Is Short)                              | Paul Johansson   | Eliza Delson               | 2008. április 28. | 2,57 millió |
| 104. | 16. | Nincs bocsánat (Cryin' Won't Help You Now)              | Greg Prange      | William H. Brown           | 2008. május 5.    | 2,29 millió |
| 105. | 17. | Szeretet és gyűlölet (Hate Is Safer Than Love)          | Stuart Gillard   | Mark Schwahn               | 2008. május 12.   | 2,72 millió |
| 106. | 18. | Elszakítva (What Comes After the Blues)                 | Mark Schwahn     | Mark Schwahn               | 2008. május 19.   | 3,23 millió |

### 6. évad (2008-2009)
| Sor. | Év. | Cím                                                                    | Rendező             | Író                                   | Premier              | Nézettség   |
| ---- | --- | ---------------------------------------------------------------------- | ------------------- | ------------------------------------- | -------------------- | ----------- |
| 107. | 1.  | Telhetetlenek és tehetetlenek (Touch Me I'm Going to Scream, Part 1)   | Stuart Gillard      | Mark Schwahn                          | 2008. szeptember 1.  | 3,25 millió |
| 108. | 2.  | Áldozatok (One Million Billionth of a Millisecond on a Sunday Morning) | Greg Prange         | Mark Schwahn                          | 2008. szeptember 8.  | 3,28 millió |
| 109. | 3.  | A gyász pillanatai (Get Cape. Wear Cape. Fly.)                         | Liz Friedlander     | Mark Schwahn                          | 2008. szeptember 15. | 3,37 millió |
| 110. | 4.  | Zűrös idők (Bridge Over Troubled Water)                                | Paul Johansson      | Terrence Coli                         | 2008. szeptember 22. | 3,15 millió |
| 111. | 5.  | Ördögi terv (You've Dug Your Own Grave, Now Lie in It)                 | John Asher          | William H. Brown                      | 2008. szeptember 29. | 3,42 millió |
| 112. | 6.  | A vallomás (Choosing My Own Way of Life)                               | Clark Mathis        | John A. Norris                        | 2008. október 13.    | 3,47 millió |
| 113. | 7.  | Civakodók (Messin' with the Kid)                                       | Greg Prange         | Mike Herro & David Strauss            | 2008 október 20.     | 3,70 millió |
| 114. | 8.  | Váratlan ajánlat (Our Life Is Not a Movie or Maybe)                    | Peter Kowalski      | Mark Schwahn                          | 2008. október 27.    | 3,21 millió |
| 115. | 9.  | Kapcsolat a múltból (Sympathy for the Devil)                           | Bradley Walsh       | Michael Daniels                       | 2008. november 3.    | 3,02 millió |
| 116. | 10. | Dilemma (Even Fairy Tale Characters Would Be Jealous)                  | Janice Cooke        | Nikki Schiefelbein                    | 2008. november 10.   | 3,00 millió |
| 117. | 11. | Időutazás (We Three (My Echo, My Shadow and Me))                       | Joe Davola          | Chad Michael Murray                   | 2008. november 17.   | 2,72 millió |
| 118. | 12. | A gyanú (You Have to Be Joking (Autopsy of the Devil's Brain))         | Mark Schwahn        | Mark Schwahn                          | 2008. november 24.   | 2,65 millió |
| 119. | 13. | Aggasztó fejlemények (Things a Mama Don't Know)                        | Michael J. Leone    | Karin Gist                            | 2009. január 5.      | 2,66 millió |
| 120. | 14. | Egy kis segítség (A Hand to Take Hold of the Scene)                    | Chad Michael Murray | Mike Daniels                          | 2009. január 12.     | 3,06 millió |
| 121. | 15. | Új esély (We Change, We Wait)                                          | Les Butler          | John Norris                           | 2009. január 19.     | 2,60 millió |
| 122. | 16. | A szereplőválogatás (Screenwriter's Blues)                             | Bethany Joy Lenz    | Mike Herro & David Strauss            | 2009. február 2.     | 2,65 millió |
| 123. | 17. | Szomorú kilátás (You and Me and the Bottle Makes Three Tonight)        | Greg Prange         | Terrence Coli                         | 2009. március 16.    | 2,41 millió |
| 124. | 18. | Lemondás (Searching for a Former Clarity)                              | Joe Davola          | Mark Schwahn                          | 2009. március 23.    | 2,40 millió |
| 125. | 19. | Elszalasztott alkalmak (Letting Go)                                    | Paul Johansson      | David Handelman                       | 2009. március 30.    | 2,36 millió |
| 126. | 20. | Önfeláldozás (I Would for You)                                         | Peter B. Kowalski   | Chris "CARM" Armstrong & Bryan Gracia | 2009. április 20.    | 2,45 millió |
| 127. | 21. | Álmok és vágyak (A Kiss to Build a Dream On)                           | Erica Dunton        | Karin Gist                            | 2009. április 27.    | 2,28 millió |
| 128. | 22. | Dobozba zárt emlékek (Show Me How to Live)                             | James Lafferty      | William H. Brown                      | 2009. május 4.       | 2,23 millió |
| 129. | 23. | Örökkön örökké (Forever and Almost Always)                             | Greg Prange         | Mark Schwahn                          | 2009. május 11.      | 2,30 millió |
| 130. | 24. | Mindig van remény (Remember Me as a Time of Day)                       | Mark Schwahn        | Mark Schwahn                          | 2009. május 18.      | 2,67 millió |

### 7. évad (2009-2010)
| Sor. | Év. | Cím                                                                                 | Rendező           | Író                              | Premier                               | Nézettség   |
| ---- | --- | ----------------------------------------------------------------------------------- | ----------------- | -------------------------------- | ------------------------------------- | ----------- |
| 131. | 1.  | Új célok (4:30 AM (Apparently They Were Traveling Abroad))                          | Clark Mathis      | Mark Schwahn                     | 2009. szeptember 14. 2014. január 12. | 2,55 millió |
| 132. | 2.  | Egyszer fenn, egyszer lenn (What Are You Willing to Lose)                           | Les Butler        | Mark Schwahn                     | 2009. szeptember 21. 2014. január 19. | 2,30 millió |
| 133. | 3.  | Nehéz döntés (Hold My Hand as I'm Lowered)                                          | Liz Friedlander   | Mark Schwahn                     | 2009. szeptember 28. 2014. január 26. | 2,51 millió |
| 134. | 4.  | Botrány (Believe Me, I'm Lying)                                                     | Greg Prange       | John A. Norris                   | 2009. október 5. 2014. február 2.     | 2,13 millió |
| 135. | 5.  | Keserű pillanatok (Your Cheatin' Heart)                                             | Peter B. Kowalski | Mike Herro & David Strauss       | 2009. október 12. 2014. február 9.    | 2,55 millió |
| 136. | 6.  | Új esélyek (Deep Ocean Vast Sea)                                                    | Janice Cooke      | Mike Daniels                     | 2009. október 19. 2014. február 16.   | 2,21 millió |
| 137. | 7.  | Élő adásban (I and Love and You)                                                    | James Lafferty    | Mark Schwahn                     | 2009. október 26. 2014. február 23.   | 2,67 millió |
| 138. | 8.  | Bátorsági próba ((I Just) Died in Your Arms Tonight)                                | Michael J. Leone  | Terrence Coli                    | 2009. november 2. 2014. március 2.    | 2,32 millió |
| 139. | 9.  | Érzelmi zsarolás (Now You Lift Your Eyes to the Sun)                                | Sophia Bush       | Karen Gist                       | 2009. november 9. 2014. március 9.    | 2,67 millió |
| 140. | 10. | Amikor minden rosszra fordul (You Are a Runner and I Am My Father's Son)            | Paul Johansson    | Mark Schwahn                     | 2009. november 16. 2014. március 16.  | 2,63 millió |
| 141. | 11. | A visszaeső (You Know I Love You... Don't You?)                                     | Greg Prange       | William H. Brown                 | 2009. november 30. 2014. március 23.  | 2,40 millió |
| 142. | 12. | Zsákutca (Some Roads Lead Nowhere)                                                  | Mark Schwahn      | Mark Schwahn                     | 2009. december 7. 2014. március 30.   | 2,57 millió |
| 143. | 13. | Rohan az idő (Weeks Go by Like Days)                                                | Joe Davola        | Karin Gist                       | 2010. január 18. 2014. április 6.     | 2,18 millió |
| 144. | 14. | Családi ügy (Family Affair)                                                         | Paul Johansson    | Mike Herro & David Strauss       | 2010. január 25. 2014. április 13.    | 2,20 millió |
| 145. | 15. | Retróbuli (Don't You Forget About Me)                                               | Les Butler        | Terrence Coli                    | 2010. február 1. 2014. április 27.    | 2,15 millió |
| 146. | 16. | Fájdalmas hír (My Attendance Is Bad But My Intentions Are Good)                     | Jessica Landaw    | Nikki Schiefelbein               | 2010. február 8. 2014. május 4.       | 2,17 millió |
| 147. | 17. | A látszat csal (At the Bottom of Everything)                                        | Bethany Joy Lenz  | John A. Norris                   | 2010. február 15. 2014. május 11.     | 1,87 millió |
| 148. | 18. | Botrány (The Last Day of Our Acquaintance)                                          | Joe Davola        | Mike Daniels                     | 2010. február 22. 2014. május 18.     | 2,23 millió |
| 149. | 19. | A megnyitó (Every Picture Tells a Story)                                            | Chad Graves       | William H. Brown                 | 2010. április 26. 2014. május 25.     | 2,01 millió |
| 150. | 20. | Zsarolás (Learning to Fall)                                                         | Greg Prange       | Shaina Fewell & Renee Intlekofer | 2010. május 3. 2014. június 1.        | 1,95 millió |
| 151. | 21. | Nincs középút (What's in the Ground Belongs to You)                                 | Peter Kowalski    | Mark Schwahn                     | 2010. május 10. 2014. június 15.      | 2,10 millió |
| 152. | 22. | Minden jó, ha jó a vége (Almost Everything I Wish I'd Said the Last Time I Saw You) | Mark Schwahn      | Mark Schwahn                     | 2010. május 17. 2014. június 22.      | 2,02 millió |

### 8. évad (2010-2011)
| Sor. | Év. | Cím                                                                | Rendező           | Író                              | Premier                                  | Nézettség   |
| ---- | --- | ------------------------------------------------------------------ | ----------------- | -------------------------------- | ---------------------------------------- | ----------- |
| 153. | 1.  | Végzetes szerelem (Asleep at Heaven's Gate)                        | Mark Schwahn      | Mark Schwahn                     | 2010. szeptember 14. 2014. augusztus 25. | 2,14 millió |
| 154. | 2.  | A mennyország kapujában (I Can't See You, But I Know You're There) | Joe Davola        | Mark Schwahn                     | 2010. szeptember 21. 2014. augusztus 26. | 1,86 millió |
| 155. | 3.  | Nagylelkű ajánlat (The Space in Between)                           | Greg Prange       | Mark Schwahn                     | 2010. szeptember 28. 2014. augusztus 27. | 1,83 millió |
| 156. | 4.  | Túlélők (We All Fall Down)                                         | Peter B. Kowalski | William H. Brown                 | 2010. október 5. 2014. augusztus 28.     | 1,97 millió |
| 157. | 5.  | Hogyan tovább (Nobody Taught Us to Quit)                           | James Lafferty    | Mark Schwahn                     | 2010. október 12. 2014. augusztus 29.    | 1,91 millió |
| 158. | 6.  | Halloweeni meglepetések (Not Afraid)                               | Sophia Bush       | John Norris                      | 2010. október 19. 2014. szeptember 1.    | 1,90 millió |
| 159. | 7.  | Az első ügyfél (Luck Be a Lady)                                    | Les Butler        | David Strauss & Mike Herro       | 2010. november 2. 2014. szeptember 2.    | 1,82 millió |
| 160. | 8.  | Lányok a ringben (Mouthful of Diamonds)                            | Michael J. Leone  | Mark Schwahn                     | 2010. november 9. 2014. szeptember 3.    | 1,70 millió |
| 161. | 9.  | Hálaadás (Between Raising Hell and Amazing Grace)                  | Bethany Joy Lenz  | Nikki Schiefelbein               | 2010. november 16. 2014. szeptember 4.   | 1,90 millió |
| 162. | 10. | Bakancslista (Lists, Plans)                                        | Joe Davola        | Johnny Richardson                | 2010. november 30. 2014. szeptember 5.   | 1,81 millió |
| 163. | 11. | Tomboló vihar (Darkness on the Edge of Town)                       | Mark Schwahn      | Mark Schwahn                     | 2010. december 7. 2014. szeptember 8.    | 2,20 millió |
| 164. | 12. | Leánybúcsú (The Drinks We Drank Last Night)                        | Chad Graves       | Shaina Fewell                    | 2011. január 25. 2014. szeptember 9.     | 1,90 millió |
| 165. | 13. | Álomesküvő (The Other Half of Me)                                  | Greg Prange       | John A. Norris                   | 2011. február 1. 2014. szeptember 10.    | 2,42 millió |
| 166. | 14. | Hétköznapi hősök (Holding Out for a Hero)                          | Peter B. Kowalski | Mike Herro & David Strauss       | 2011. február 8. 2014. szeptember 11.    | 1,60 millió |
| 167. | 15. | Valentin-napi meglepetések (Valentine's Day Is Over)               | Paul Johansson    | Mark Schwahn                     | 2011. február 15. 2014. szeptember 12.   | 1,65 millió |
| 168. | 16. | A babaváró parti (I Think I'm Gonna Like It Here)                  | Steven Goldfried  | Rachel Specter & Audrey Wauchope | 2011. február 22. 2014. szeptember 15.   | 2,01 millió |
| 169. | 17. | Nehéz türelem (The Smoker You Drink, the Player You Get)           | Les Butler        | Mark Schwahn                     | 2011. március 1. 2014. szeptember 16.    | 1,60 millió |
| 170. | 18. | A nagy pillanat (Quiet Little Voices)                              | Austin Nichols    | Mark Schwahn                     | 2011. április 19. 2014. szeptember 17.   | 1,41 millió |
| 171. | 19. | A gyanú árnyéka (Where Not to Look for Freedom)                    | Joe Davola        | Mark Schwahn                     | 2011. április 26. 2014. szeptember 18.   | 1,45 millió |
| 172. | 20. | A teljes igazság (The Man Who Sailed Around His Soul)              | Mark Schwahn      | Mark Schwahn                     | 2011. május 3. 2014. szeptember 19.      | 1,25 millió |
| 173. | 21. | Madárlesen (Flightless Bird, American Mouth)                       | Greg Prange       | Mark Schwahn                     | 2011. május 10. 2014. szeptember 22.     | 1,30 millió |
| 174. | 22. | Talpraállás (This Is My House, This Is My Home)                    | Mark Schwahn      | Mark Schwahn                     | 2011. május 17. 2014. szeptember 23.     | 1,48 millió |

### 9. évad (2012)
| Sor. | Év. | Cím                                                 | Rendező           | Író                        | Premier                           | Nézettség   |
| ---- | --- | --------------------------------------------------- | ----------------- | -------------------------- | --------------------------------- | ----------- |
| 175. | 1.  | Az alvajáró (Know This, We've Noticed)              | Mark Schwahn      | Mark Schwahn               | 2012. január 11. 2015. október 3. | 1,72 millió |
| 176. | 2.  | Tudat alatt (In the Room Where You Sleep)           | Joe Davola        | Mark Schwahn               | 2012. január 18.                  | 1,53 millió |
| 177. | 3.  | Felelőtlenség (Love the Way You Lie)                | Paul Johansson    | Lenn K. Rosenfeld          | 2012. január 25.                  | 1,46 millió |
| 178. | 4.  | Bűntudat (Don't You Want to Share the Guilt?)       | Les Butler        | Nikki Schiefelbein         | 2012. február 1.                  | 1,52 millió |
| 179. | 5.  | Nyom nélkül (The Killing Moon)                      | Greg Prange       | Shaina Fewell              | 2012. február 8.                  | 1,35 millió |
| 180. | 6.  | Az ajánlat (Catastrophe and the Cure)               | James Lafferty    | Roger Grant                | 2012. február 15.                 | 1,40 millió |
| 181. | 7.  | Szökési kísérlet (Last Known Surroundings)          | Austin Nichols    | Mark Schwahn               | 2012. február 22.                 | 1,43 millió |
| 182. | 8.  | A harag napja (A Rush of Blood to the Head)         | Greg Prange       | Johnny Richardson          | 2012. február 29.                 | 1,57 millió |
| 183. | 9.  | Nyugtalanító körülmények (Every Breath Is a Bomb)   | Peter B. Kowalski | Ian Biggins                | 2012. március 7.                  | 1,47 millió |
| 184. | 10. | A szöktetés (Hardcore Will Never Die, But You Will) | Mark Schwahn      | Mark Schwahn               | 2012. március 14.                 | 1,52 millió |
| 185. | 11. | Megbocsátás (Danny Boy)                             | Joe Davola        | Mike Herro & David Strauss | 2012. március 21.                 | 1,50 millió |
| 186. | 12. | A boldogság előszobája (Anyone Who Had a Heart)     | Sophia Bush       | Brian L. Ridings           | 2012. március 28.                 | 1,34 millió |
| 187. | 13. | Minden jó, ha jó a vége (One Tree Hill)             | Mark Schwahn      | Mark Schwahn               | 2012. április 4.                  | 1,43 millió |